# MIZUSAPO
株式会社MIZUSAPO（ミズサポ）は、広島市中区に本社を置く、水まわりの緊急メンテナンスを行う企業である。

## 概要
「水のサポート」という屋号で活動しており、水まわりでトラブルが発生した時、依頼者のもとへ専用車とともに駆けつける。
緊急メンテナンスの修理だけではなく便器・洗面台・給湯器の交換など水道設備のリフォームも行っており、一般家庭のほか会社や店舗など法人向けサービスも提供している。

## 沿革
- 2012年 株式会社MIZUSAPO　設立
- 松山市に「水のサポート愛媛」を開業
- 高松市に「水のサポート香川」を開業
- 徳島市に「水のサポート徳島」を開業
- 高知市に「水のサポート高知」を開業
- 2019年 京都市に「水のサポート京都」を開業
- 2019年 奈良市に「水のサポート奈良」を開業